# Антилія

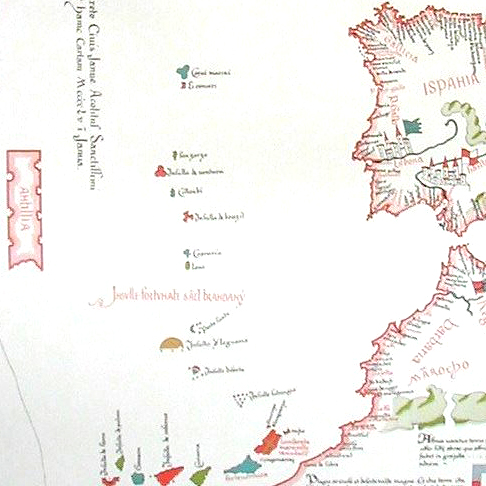
Антилія (ліворуч) на карті Бартоломео Парето (1455).

Антилія (лат. Antillia) — фантомний острів, який за переконанням картографів XV–XVI ст. існував в Атлантиці на захід від Піренейського півострова.
Назва, швидше за все походить від португальського словосполучення Ante-Ilha із значенням «острів навпроти», «острів інших». За іншою версією є переінакшеною назвою одного з птолемеївських Островів блаженних — Aprositus (тобто «недосяжний»).
Переконаність в існуванні Антилії підживлювалася старовинною легендою про втечу за море семи іберійських єпископів на чолі з єпископом Порту під час арабського завоювання Іспанії (714). Саме тому Антилію часто ототожнювали з таким самим легендарним островом семи міст.
Проте на карті Антилія вперше була позначена лише у 1424 році на знаменитому портолані Дзуане Піццігано — у складі групи з чотирьох островів на заході Атлантичного океану.
Наступні картографи часто зображували острів розміром з Португалію, на відстані в 200 миль на захід від Азорських островів.
Христофор Колумб розраховував зробити на Антилії зупинку на шляху до Індії, проте у визначеному місці землі не знайшов. Натомість вже з 1493 року Антилію стали ототожнювати з відкритими Колумбом великими островами у Карибському морі — Еспаньйолою або ж Кубою. Першим це зробив П'єтро д'Ангієра у листі до кардинала Асканіо Сфорца. З того часу увесь відкритий архіпелаг стали іменувати Антильськими островами.
Проте і після цього на деяких картах легендарний острів позначався на «звичному» місці. Щоправда, із часом його розміри зменшували. Останній раз зустрічається на карті, датованій 1508 роком. У XVI столітті Антилію також ототожнюють з Азорським островом Сан-Мігел (хоча не лише його розмір, але й обриси зовсім не схожі на «традиційні» антильські).